# Claude II de Vergy
Claude II de Vergy, né en 1560 et mort en 1602, est comte de Champlitte, et homme d'État franc-comtois (dit « bourguignon » à cette époque).

## Biographie
Claude est le premier fils, du premier mariage de François de Vergy, premier comte de Champlitte, avec Claudine de Pontailler. De son père, il hérita aussi des titres de baron et seigneur d'Autrey, Fla(i)gey et La Rochelle,.
Le 29 avril 1578, à Namur, il est nommé par don Juan d'Autriche au poste de capitaine d'une compagnie de cent chevaux-légers. Quelque temps après, son père François lui transmet le titre de baron d'Autrey et le marie à Catherine Chabot, fille de Léonor Chabot,.
En 1580, il fut admis au sein de la confrérie des chevaliers de Saint-Georges de Bourgogne.
À la mort de son père, en 1591, Claude hérite de ses titres puis, par une charte donnée à Madrid le 14 janvier 1592, Philippe II nomme Claude à la charge de Lieutenant général et gouverneur des pays et comté de Bourgogne et de Charolais, ainsi que capitaine de la ville de Besançon. Il semble que Claude n'ait même pas eu à réclamer cette charge, car le monarque considéra que les preuves de bravoure et de mérites avaient été suffisamment démontrés dans les hauts services de ses prédécesseurs.
Selon André Duchesne, Claude de Vergy, à l'instar de son père, sécurisa la province de toutes les tempêtes qui la menaçaient en son temps, et fit preuve de courage et de loyauté, notamment lors de la guerre avec Henri IV. Pourtant, les forces bourguignonnes ne suffisent pas à repousser l'invasion française de 1595, et une partie importante de la province est attaquée et ravagée par l'ennemi avant la paix en 1598.
Une fois la guerre terminée, Claude de Vergy fut confirmé dans les fonctions de lieutenant, gouverneur et capitaine général du comté de Bourgogne par une charte donnée par l'archiduc Albert et l'infante Isabelle à Bruxelles le 28 octobre 1599. En novembre de la même année, Philippe III fait de Claude un chevalier de l'Ordre de la Toison d'Or, mais il n'a pas put se rendre sur place pour recevoir son collier, car il ne pouvait pas quitter son poste de gouverneur, même temporairement.
Claude de Vergy ne reçut jamais son collier, car il décède en 1602 et est enterré dans la collégiale de Champlitte.

## Famille
Le 21 août 1584, au château de Paigny, Claude de Vergy, épouse en premières noces,  Catherine Chabot (décédée en 1588) , fille de Léonore Chabot, comte de Charny, et de Françoise de Rye. Les témoins à la conclusion du contrat de la part du marié étaient le chevalier Claude de Bautechoux, seigneur de Bateran, président du Parlement de Dole, et Antoine d'Oiselay, seigneur de Villeneuve, chevalier du même parlement, et sur le témoignage de la mariée se trouvait Charles de Lorraine, duc d'Elbeuf, pair de France, marié à sa sœur, et François Chabot, marquis de Mirebeau. Aucun enfant ne naquit de cette union.
En secondes noces, Claude épouse Eléonore de Thomassin, fille de René de Thomassin, dit Saint-Barthélemy, seigneur de Montmartin, chevalier de Saint Michel, et de Jeanne de Vaudetat. Ce mariage sera lui aussi sans enfants.
En l'absence d'héritier direct, les biens de la maison de Vergy sont revenus au demi-frère de Claude, Cléradius de Vergy.